# De Krimson-crisis
De Krimson-crisis is het honderdvierentachtigste stripverhaal uit de reeks van Suske en Wiske. Het is geschreven en getekend door Paul Geerts en gepubliceerd in De Standaard en Het Nieuwsblad van 2 november 1987 tot en met 12 maart 1988. De eerste albumuitgave in de Vierkleurenreeks was in september 1988, met albumnummer 215.

## Locaties
- café ‘n Bolleke, theater ’t Peertje, café het Verdriet van Vlaanderen, kasteel Hertoginnedal, een fort, het stadspark

## Personages
- Suske, Wiske met Schanulleke, Lambik, tante Sidonia, Jerom, professor Barabas, Krimson en zijn Breenwassers, professor Plan en zijn dochter Anna Plan, Achiel (bediende), vele bekende Vlamingen uit het heden en verleden zoals Ambiorix en Tijl Uilenspiegel

## Uitvindingen
- de teletijdmachine

## Het verhaal
Na een lang verblijf in het buitenland keert Lambik terug in België. Iedereen is gekleed in dezelfde kleren en Lambik komt in contact met robots en apathische en onvriendelijke mensen. Als hij bloemen wil kopen voor tante Sidonia, komt hij erachter dat daar nu een elektronicawinkel is gevestigd. Tante Sidonia is verslaafd aan tv-kijken en Suske en Wiske doen alleen nog computerspelletjes. Jerom is verhuisd. Lambik komt terecht in een café en als hij daar zelf bier uit een automaat moet halen en de schoonmaker een robot blijkt te zijn, is het voor hem wel genoeg.
Lambik ontmoet een zwerver die vroeger naar het museum en theater ging, maar die instellingen zijn nu gesloten en worden gesloopt. Lambik gaat naar de vervallen herberg “het Verdriet van Vlaanderen” (hier was Lambik eerder in De poenschepper) en ontmoet daar verbannen schrijvers, dichters, schilders en muzikanten. Ze vertellen Lambik dat de maatschappij nu volledig is geautomatiseerd. Krimson ontvoert mensen en laat ze hersenspoelen. Hij heeft zijn hoofdkwartier in kasteel Hertoginnedal gevestigd, waar hij professor Plan en zijn dochter Anna Plan gevangen houdt.
Lambik zoektcJerom op en samen gaan ze naar professor Barabas. Ze komen een leger van Krimson tegen, dat met een laserpistool mensen kan hersenspoelen. Professor Barabas blijkt ambtenaar te zijn geworden bij het Technologisch Instituut en werkt onder streng toezicht. Hij heeft alleen zijn teletijdmachine weten te verstoppen voor de inval in zijn laboratorium.
Als Schanulleke verdwenen is, blijkt Wiske niet meer geïnteresseerd in de tv of computerspelletjes. De computer wordt gestolen en de tv vernield. In oude kostuums komen Lambik (als Jan Breydel) en Jerom (als Pieter de Coninck) in opstand tegen Krimson, met de leuze “Vlaanderen leeft”. Suske en Wiske komen om hulp vragen nadat tante Sidonia ziek is geworden omdat de televisie kapot is gegaan.
Als de teletijdmachine is hersteld halen ze Jan Breydel naar het heden. Breydel slaat Lambik echter knock-out en valt ook Wiske aan wanneer die met Franse tongval “Schild en Vriend” zegt. (zie de Brugse Metten) Jerom verslaat hem echter en nadat Breydel de situatie is uitgelegd sluit hij zich bij hen aan. Er worden meteen nog meer grote Vlamingen uit het verleden naar het heden gehaald: Pieter Breughel de Oude, Ambiorix en zijn mannen, Tijl Uilenspiegel, De Geuzen, Peter Paul Rubens en Emmanuel Jozef Van Gansen (uit de Boerenkrijg).
Krimson dreigt Anna Plan te doden, en haar vader verandert de laserstraal in een dodelijke straal. Met een zendertje in de schoenzool (eerder gebruikt in Tedere Tronica) gaan Wiske en tante Sidonia vermomd als verpleegster en dokter naar Hertoginnedal, maar worden gevangengenomen. Daar ontmoeten ze Anna en haar vader. Professor Plan vertelt over een machine die alles beter moest maken voor de mens. Maar met de machine is geknoeid en daardoor is de mensheid willoos geworden.
Suske gaat met Tijl naar het fort en ze brengen dit tot ontploffing. Samen met de anderen gaan ze naar het kasteel om tante en Wiske te bevrijden. Krimson kan ontsnappen. De vrienden bellen nu Lambik die weer in “Het verdriet van Vlaanderen” zit. Samen met de kunstenaars en oude helden komt hij in opstand. In het stadspark komt het tot een gevecht en Krimson wordt verslagen. 
De oude helden worden terug naar hun eigen tijdvakken gestuurd. De vrienden worden uitgenodigd om te komen eten bij Nero en diens naasteb, uit de stripreeks Nero en Co.

## Achtergronden
- "Het Verdriet van Vlaanderen" is een allusie op Hugo Claus' boek Het Verdriet van België (1983).
- "Vlaanderen leeft" was in 1987-1988 een culturele campagne in Vlaanderen om het Vlaamse zelfbewustzijn aan te wakkeren.
- Anna Plan is een allusie op het Sint-Annaplan van de regering-Martens VI.
- Er wordt verwezen naar veel Bekende Vlamingen of Vlaamse historische figuren zoals Lutgart Simoens, Freddy Sunder, Armand Pien, Toots Thielemans, Raymond van het Groenewoud, Peter Benoit, Jacob van Artevelde,.... Volgende mensen komen echt in beeld: Gaston en Leo, Will Tura, Johan Verminnen, Urbanus, Eddy Wally en De Strangers.
- Op pagina 55, strook 216 vechten alle bekende Vlamingen tegen Krimsons troepen. Tijdens de vechtpartij worden er verschillende uitspraken gedaan:

-  Urbanus: "Wreed accident!"  ("ernstig ongeluk"), een verwijzing naar een bekende sketch waarin hij een zogenaamde kettingbotsing heeft veroorzaakt.
- "Amaai m'n voeten ze kloppen op menne kop!"
- "'t Is v'r mee te doen aan het speil" verwijst naar het radio-typetje Vercruusse, bekend uit Radio Deprimo.
- "Hoger! Nee lager!" is een verwijzing naar het destijds populaire televisieprogramma Hoger, lager.
- "Allez, Tootske, blazen jong", verwijst naar Toots Thielemans
- "Zo'n rettepetet die mé lullen heure tijd verschet" is een verwijzing naar het nummer "'n Rettepetet" (1987) door De Strangers.
- "Je veux de l'amour" verwijst naar het gelijknamige lied van Raymond van het Groenewoud
- "Ik voel me goed" verwijst naar het gelijknamige lied van Johan Verminnen
- "Oep m'n mansarde" verwijst naar Wannes Van de Veldes lied Mijn mansarde
- "Gordelen moet je doen" verwijst naar de slogan van De Gordel.
- "Heila Van 't Groenewoud, in 't Vlaams, hé zotteke!"
- Aan het einde van het album wordt verwezen naar Marc Sleen en zijn reeks Nero, waar de hoofdpersonages van Suske en Wiske aan de wafelenbak bij Nero deelnemen.
- Verschillende historische figuren in het album speelden ook al in vroegere Suske en Wiske-albums een belangrijke rol. Zo dook Pieter Breughel de Oude al op in Het Spaanse spook en zijn gelijknamige schilderij in De dulle griet. Naar Ambiorix werd al verwezen in het album Lambiorix.Peter Paul Rubens dook al eerder op in het album De raap van Rubens en Emmanuel Jozef Van Gansen in De gladde glipper.
- Vandersteen maakte ooit twee stripalbums rond Tijl Uilenspiegel en De Geuzen is een andere stripreeks van hem.
- In het verhaal is Schanulleke ineens verdwenen. In andere albums gebeurt dat ook weleens, maar wordt ze altijd teruggevonden. In dit verhaal echter niet.
- Dit album is het enige Suske en Wiske-verhaal dat niet naar het Frans vertaald is. Dit wegens de thematiek van het verhaal (Vlaams-nationalisme) dat ongeschikt bevonden werd voor een Waals publiek, alsook de vele referenties naar Vlaamse figuren en zaken die onbekend zijn in Wallonië. In de plaats daarvan verscheen album 215 met twee gebundelde kortverhalen: De dappere duinduikers en Het monster van Loch Ness (Frans: "Les plongeurs des dunes" - "Le monstre du Loch Ness")